# Stemona cochinchinensis
Stemona cochinchinensis är en enhjärtbladig växtart som beskrevs av François Gagnepain. Stemona cochinchinensis ingår i släktet Stemona och familjen Stemonaceae.
Artens utbredningsområde är Vietnam. Inga underarter finns listade.